# Charles Foix
Charles Foix (Salies-de-Béarn, 1º febbraio 1882 – 22 marzo 1927) è stato un medico e neurologo francese.

## Biografia
Charles Foix nacque a Salies-de-Béarn, nei Pirenei Atlantici. Studiò medicina presso l'Università di Parigi e fu l'allievo di Pierre Marie all'Ospedale Salpêtrière (Parigi). Fu tirocinante nel 1906, Médecin des hôpitaux nel 1919 e divenne agrégé nel 1923.
Foix insegnò presso la clinica Georges Guillain alla Salpêtrière e all'Emile Charles Achard all'Ospedale di Beaujon, distinguendosi sempre per la sua vasta conoscenza e il suo approccio razionale.
I principali contributi di Foix alla neurologia riguardavano la trombosi a specifiche arterie durante le autopsie e scrisse un libro sull'anatomia del cervello. Con Ion Niculescu pubblicò un imponente trattato sull'anatomia e l'irrorazione sanguigna del mesencefalo.
.